# Bucco capensis
El buco musiú (Venezuela) (Bucco capensis), también denominado chacurú rojizo, bobo collarejo (Colombia) o buco collarejo (Ecuador), es una especie de ave galbuliforme perteneciente al género Bucco que integra la familia Bucconidae. Habita en la región norte de Sudamérica.

## Descripción
Mide 19 cm. Característico pico anaranjado con culmen y ápice negruzcos; coloración rufo por arriba y blanco por abajo, banda pectoral negra. Estructuralmente, esta ave es de cabeza grande, cola corta y cuerpo rechoncho.

## Distribución y hábitat
Se encuentra en Bolivia, Brasil, Colombia, Ecuador, Guyana, Guayana francesa, Perú, Surinam y Venezuela.

Habita en el interior de bosques de tierra firme, de várzea y en bambuzales densos a orilla de ríos.

## Comportamiento
Frecuentemente solitario en el estrato medio del sotobosque. Como otros bucos, se vale de la estrategia de sentar y esperar para cazar.

### Alimentación
Captura pequeños vertebrados como lagartijas, pequeñas víboras, sapos, ranas y artrópodos en el suelo o en el follaje 
bajo. Sigue bandadas mixtas y columnas de hormigas legionarias.

### Reproducción
Construye su nido en nido de termitas arborícolas.

## Sistemática

### Descripción original
La especie B. capensis fue descrita por primera vez por el naturalista sueco Carolus Linnaeus en 1766 bajo el mismo nombre científico ; localidad tipo errada «Cabo de Buena Esperanza, enmendado para as Guayanas».

### Taxonomía
La subespecie descrita dugandi es considerada dudosamente distinta. Para algunos autores es monotípica.

### Subespecies
Según la clasificación del Congreso Ornitológico Internacional (IOC) Versión 4.3 - 2014, se reconocen 2 subespecies, con su correspondiente distribución geográfica:
- Bucco capensis capensis Linnaeus, 1766 - las Guayanas, Brasil (al este hasta Belem do Pará y al sur hasta el norte de Mato Grosso y este del Perú.
- Bucco capensis dugandi Gilliard, 1949 - sureste de Colombia, Ecuador y centro del Perú.